# Mario Placencia Pérez
Mario Placencia Pérez (19 de fevereiro de 1927 - 1985) foi um ex-futebolista mexicano que atuava como meia.

## Carreira
Mario Placencia Pérez fez parte do elenco da Seleção Mexicana de Futebol, na Copa de 1950.